# Al-Farandsch-Synagoge
Die Farandsch-Synagoge, die „Fränkische Synagoge“ (arabisch كنيس الفرنج, DMG Kanīs al-Faranǧ, hebräisch בית כנסת אלפרנג' oder בית הכנסת אל פרנג') ist eine Synagoge in der syrischen Hauptstadt Damaskus, deren heutige Bausubstanz aus dem 19. Jahrhundert stammt. Sie ist die letzte für Gottesdienste genutzte Synagoge Syriens. Der Name wird auch al-Faranj, al-Franj, al-Firenj, Frenj oder Elfrange transkribiert.

## Standort
Die Farandsch-Synagoge befindet sich im jüdischen Viertel von Damaskus zwischen den beiden historischen Anwesen Beit Liniado (بيت لنيادو) und Beit Farhi Muallim (بيت فارحي-المعلّم) an der Ostseite einer kleinen Sackgasse, der al-Fannānīn-Straße (شارع الفناﻨﻴن ‚Künstler-Straße‘), schräg gegenüber dem am westlichen Ende der Talat-al-Hidschāra-Straße (شارع تلة الحجارة ‚Steinhügelchen-Straße‘, eine Hauptstraße des Viertels) an deren Südseite befindlichen Hotel Tālīsmān al-Amīn (تاليسمان الأمين).

## Geschichte
Vor der islamischen Eroberung von Damaskus 636 gab es in der Stadt mehrere Synagogen, wie beispielsweise auch dem 9. Kapitel der Apostelgeschichte zu entnehmen ist (Apg 9,2 ). Ibn ʿAsākir berichtet Anfang der 12. Jahrhunderts, dass die Synagogen verfallen oder in Moscheen umgewandelt worden waren. Nach der Eroberung Jerusalems im Ersten Kreuzzug 1099 kamen etwa 50.000 Juden als Flüchtlinge nach Damaskus, doch gibt es in der Altstadt keine Synagogen aus dieser Zeit. Die Farandsch-Synagoge gilt als älteste der im 20. und 21. Jahrhundert noch existierenden Synagogen in der Altstadt von Damaskus. Sie wurde nach der Überlieferung der Juden von Damaskus von sephardischen Juden gegründet, die Ende des 15. Jahrhunderts nach der Reconquista Spaniens als Flüchtlinge nach Damaskus kamen und Judenspanisch sprachen. Das Gotteshaus erhielt den Namen Farandsch (arabisch فرنج, DMG Faranǧ) nach den „Franken“, den Ausländern aus Europa. Es wird von einem zumindest mittelalterlichen Ursprung der Synagoge ausgegangen. Die heutige Bausubstanz der Synagoge stammt jedoch aus der zweiten Hälfte des 19. Jahrhunderts. Die beiden größten Auswanderungswellen der Juden aus Syrien gab es nach den Pogromen 1948 nach der Gründung des Staates Israel sowie nach 1992, als die Regierung von Hafiz al-Assad den Juden Syriens die Ausreise gestattete. 2020 lebten laut Recherchen der Journalistin und Fotografin Rania Kataf in Damaskus noch 12 Juden, alle höheren Alters, die 2019 für eine Renovierung der al-Farandsch-Synagoge sorgten.

## Architektur
Die al-Farandsch-Synagoge ist ein dreischiffiger Hallenbau auf rechteckigem Grundriss, dessen Rundbögen auf steinernen Rundpfeilern ruhen. Die Tore, der Fußboden und die Bima wurden vom 1944 in Damaskus geborenen jüdischen Kunsthandwerker (Kunstschmied, Messingtreiber) Maurice Nseiri gestaltet, der 1992 in die USA auswanderte. Anders als innen ist die Synagoge nach außen bescheiden und ohne religiöse Symbole gestaltet.